# Tully River (vattendrag i Australien, Queensland)
Tully River är ett vattendrag i Australien. Det ligger i delstaten Queensland, omkring 1 300 kilometer nordväst om delstatshuvudstaden Brisbane.
Trakten runt Tully River består huvudsakligen av våtmarker. Genomsnittlig årsnederbörd är 1 995 millimeter. Den regnigaste månaden är februari, med i genomsnitt 509 mm nederbörd, och den torraste är augusti, med 20 mm nederbörd.